# Manuel Pérez Barreiro
Manuel Pérez Barreiro (O Mazo, 04.04.1923 Orense- 24 de enero de 2008)  sacerdote español,era hijo de Manuel Pérez García (O capador do Mazo) y de Manuela Barreiro. antiguo delegado provincial del Ministerio de Educación.

## Estudios
Realizó los estudios eclesiásticos en el Seminario  Mayor de Astorga. Uno de sus hermanos menores, Félix Pérez Barreiro, el más brillante de todos nosotros, según declaración del futuro sacerdote, frecuentó el mismo Seminario que tuvo que abandonar por motivo de enfermedad. Obtiene la licenciatura en Filosofía eclesiástica y en Sagrada Teología en la Universidad Pontificia de Salamanca. Fue alumno de ilustres profesores, como el  Padre Santiago Ramírez OP.  que además de Salamanca enseñó en la prestigiosa Universidad de Friburgo (Suiza).Se licencia y se doctora en Filosofía eclesiástica y en Filosofía pura por la Universidad Pontificia de Salamanca y por la Universidad Central de Madrid (futura Universidad Complutense) 
Durante su etapa salmantina, fue alumno del Colegio Noble Irlandés compartiendo aula y mesa con numerosos futuros miembros del Episcopado español y universal  
Redacta y defiende 2 tesis de Doctorado, la que defiende en la Universidad Pontificia de Salamanca,lleva por título “El constitutivo formal del ente finito según Santo Tomás. Obtiene la máxima calificación summa cum laude. Gana por concurso una cátedra de Metafísica, siendo su primer destino la Isla de Lanzarote.
Además del castellano y el gallego, se expresa en latín en los círculos académicos y eclesiásticos, sobre todo cuando viaja fuera de España.

## Historia y Vida
Conocido como “O cura do Mazo”, fue ordenado presbítero el 14 de junio de 1946 en Astorga (León) e incardinado a la diócesis de Astorga y es catedrático de Filosofía en el Instituto de E.M. de la ciudad. Destinado a Orense es nombrado delegado provincial del Ministerio de Educación de la provincia y durante su ejercicio se abrieron numerosos institutos y colegios en las villas. Implantó el centro asociado de la UNED en la comarca valdeorresa. Era frecuente que en sus homilías que pronunciaba con ocasión de las fiestas de los pueblos intercalara alguna frase en galego, por lo que se hizo muy popular entre los vecinos. Consiliario de Jóvenes de Acción Católica, capellán de la Adoración Nocturna Española, director diocesano del Apostolado de la Oración y de la Guardia de Honor del Sagrado Corazón de Jesús, Promotor de la Asociación pro Monumento al Sagrado Corazón de María en 1996, capellán de las Clarisas Reparadoras. 
Fue también el fundador de la residencia Virgen de los Milagros de Valdegodos junto a Manuel Candal, alcalde de Vilamartín. Hijo Predilecto del Concejo de Vilamartín (Orense) donde hay una calle que lleva su nombre, sus restos reposan en el panteón familiar del cementerio de este municipio.
Falleció en Orense el 24 de enero de 2008 a los 84 años de edad.